# Synagoge (Lechenich)

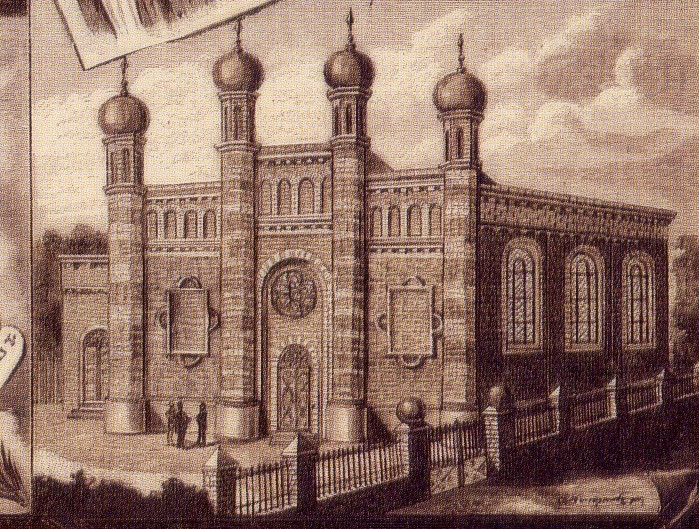
Die ehemalige Synagoge in Lechenich

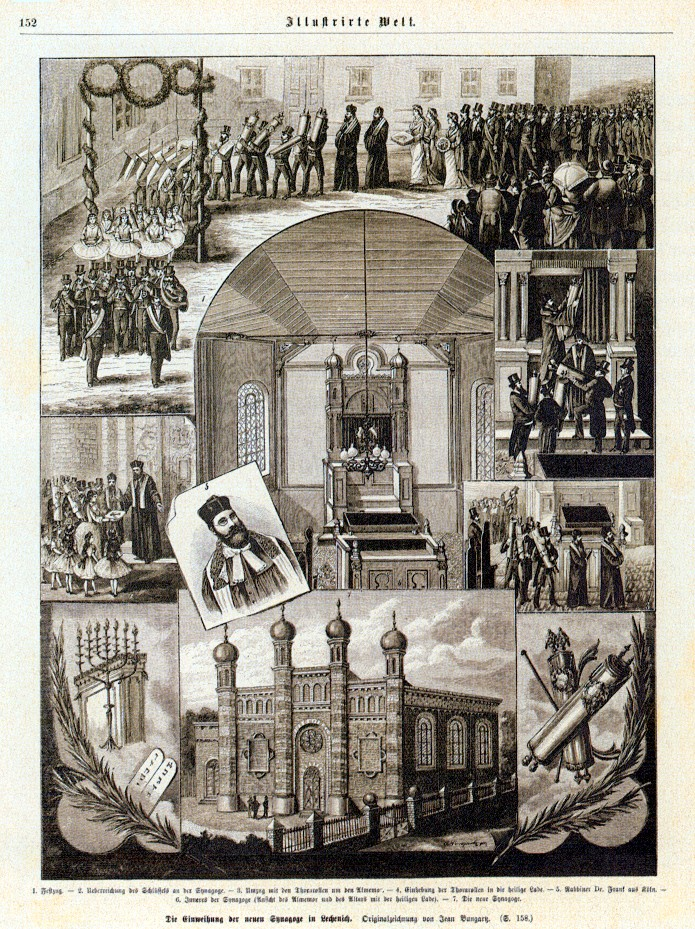
Einweihung der Synagoge in Lechenich, Zeichnung von Jean Bungartz, Zeitschrift Illustrirte Welt, 1886

Die Synagoge in Lechenich, einem Stadtteil von Erftstadt im Rhein-Erft-Kreis, wurde 1886 erbaut und befand sich in der Judenstraße 8. Sie wurde während des Novemberpogroms 1938 zerstört.

## Geschichte
Vor dem Bau der Synagoge besaß die jüdische Gemeinde Lechenich einen Betsaal in der Judengasse 43, der heutigen Judenstraße 7, der für die größer gewordenen jüdischen Gemeinde zu eng wurde.
Die neu erbaute Synagoge wurde am 10. September 1886 vom Rabbiner Abraham Frank (1839–1917) aus Köln feierlich eingeweiht. Die Synagoge, ein Ziegelsteinbau mit vier Türmen, bot Platz für 60 Männer und 36 Frauen. Die Bauausführung lag beim Lechenicher Maurermeister Eberhard Popp. Um die gewünschte Ausrichtung nach Osten zu erreichen, musste das Gebäude mit der Längsseite parallel zur Straße errichtet werden. Die Eingangsfassade im Westen besaß an beiden Ecken Türme und Kuppeln und ebenso rechts und links des Portals. Über dem Portal befand sich eine Rosette. Der Eingang für die Frauen war in einem kleinen Anbau an der Südseite, wo von hier aus direkt die Frauenempore erreicht werden konnte. Die Stilelemente zeigen, wie z. B. auch die Rundbogenfenster, die zu dieser Zeit herrschende Vorliebe für die orientalisierende Architektur.

## Zeit des Nationalsozialismus
Die Synagoge wurde am 10. November 1938 unter der Leitung des Ortsbauernführers Peter Drove und des Bürgermeisters Paul Geile in Brand gesteckt. Die Mauern wurden während des Zweiten Weltkriegs von russischen Kriegsgefangenen abgetragen. Nach 1945 wurde das Grundstück mit einem Wohnhaus überbaut.

## Gedenken

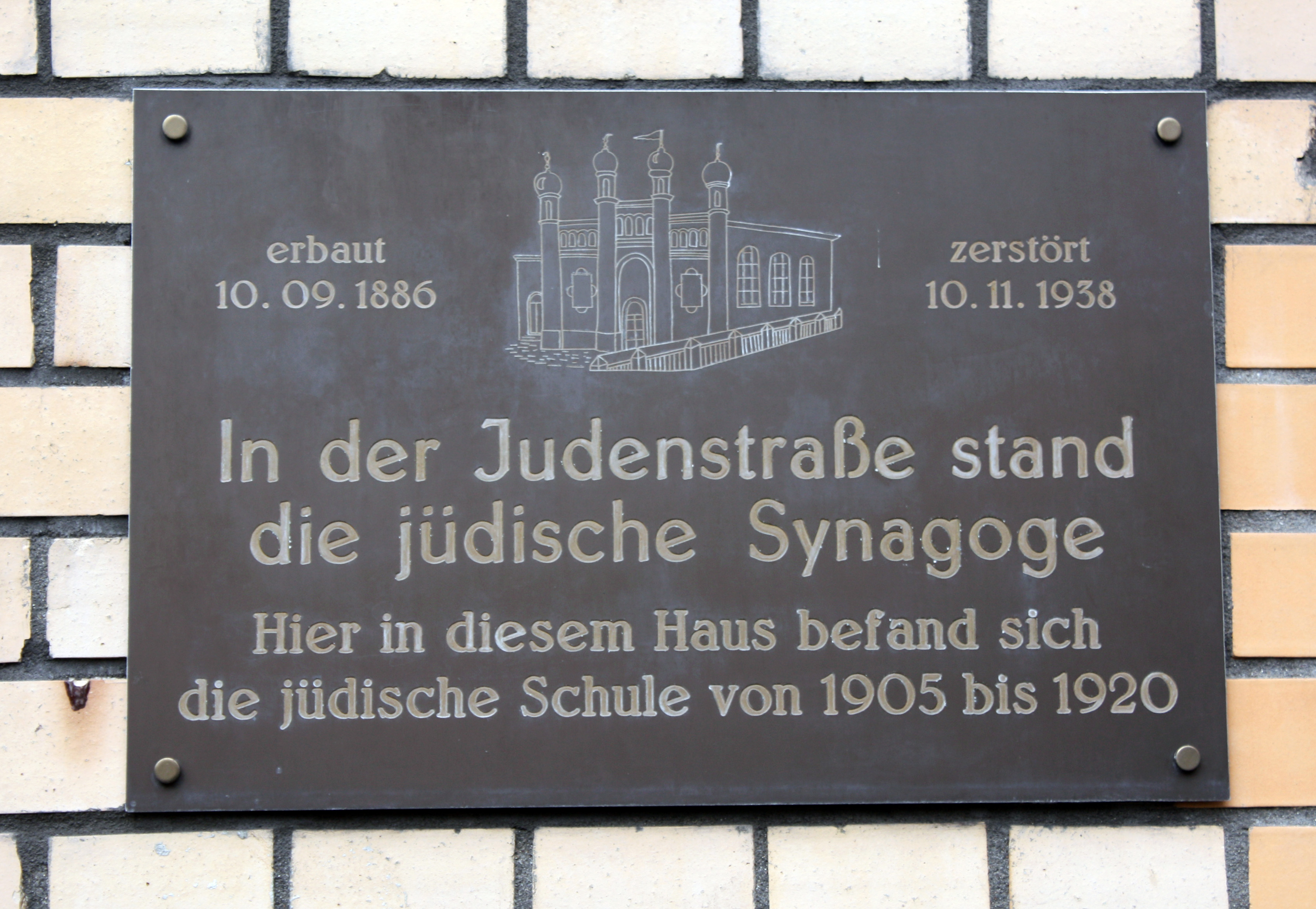
Gedenktafel am ehemaligen jüdischen Schulhaus

Am ehemaligen jüdischen Schulhaus, Judengasse 10, wurde am 10. November 1983 eine Gedenktafel angebracht.